# Heinrich Hübschmann
Johann Heinrich Hübschmann (né le 1er juillet 1848 à Erfurt et décédé le 20 janvier 1908 à Strasbourg) est un éminent philologue prussien, spécialiste de la langue arménienne.

## Parcours d'études
Il a étudié la philologie orientale à l'université Friedrich Schiller d'Iéna, à l'Université Eberhard Karl de Tübingen, à l'université de Leipzig et à l'université Ludwig Maximilian de Munich. Pendant ses études, il devient membre de la Jenaische Burschenschaft Germania (de) au semestre d'hiver 1868/69. En 1872, il soutient sa thèse de doctorat, intitulée Ein Zoroastrisches Lied puis publie en 1875 une traduction de l'histoire arménienne de Sébéos. Il passe une année sur l'île vénitienne de San Lazzaro degli Armeni, dans un monastère mekhitariste, afin d'apprendre la langue arménienne.

## Parcours d'enseignement et travaux de recherche
Après sa thèse d'habilitation, il est recruté comme enseignant en langues indo-iraniennes à Leipzig, puis professeur associé, et enfin, en 1877 professeur de philologie comparative à l'université de Strasbourg jusqu'en 1908.
Il établit que la langue arménienne appartenait à la famille des langues indo-européennes et n'était pas une langue iranienne. Sa grammaire arménienne (1895) a fait date.

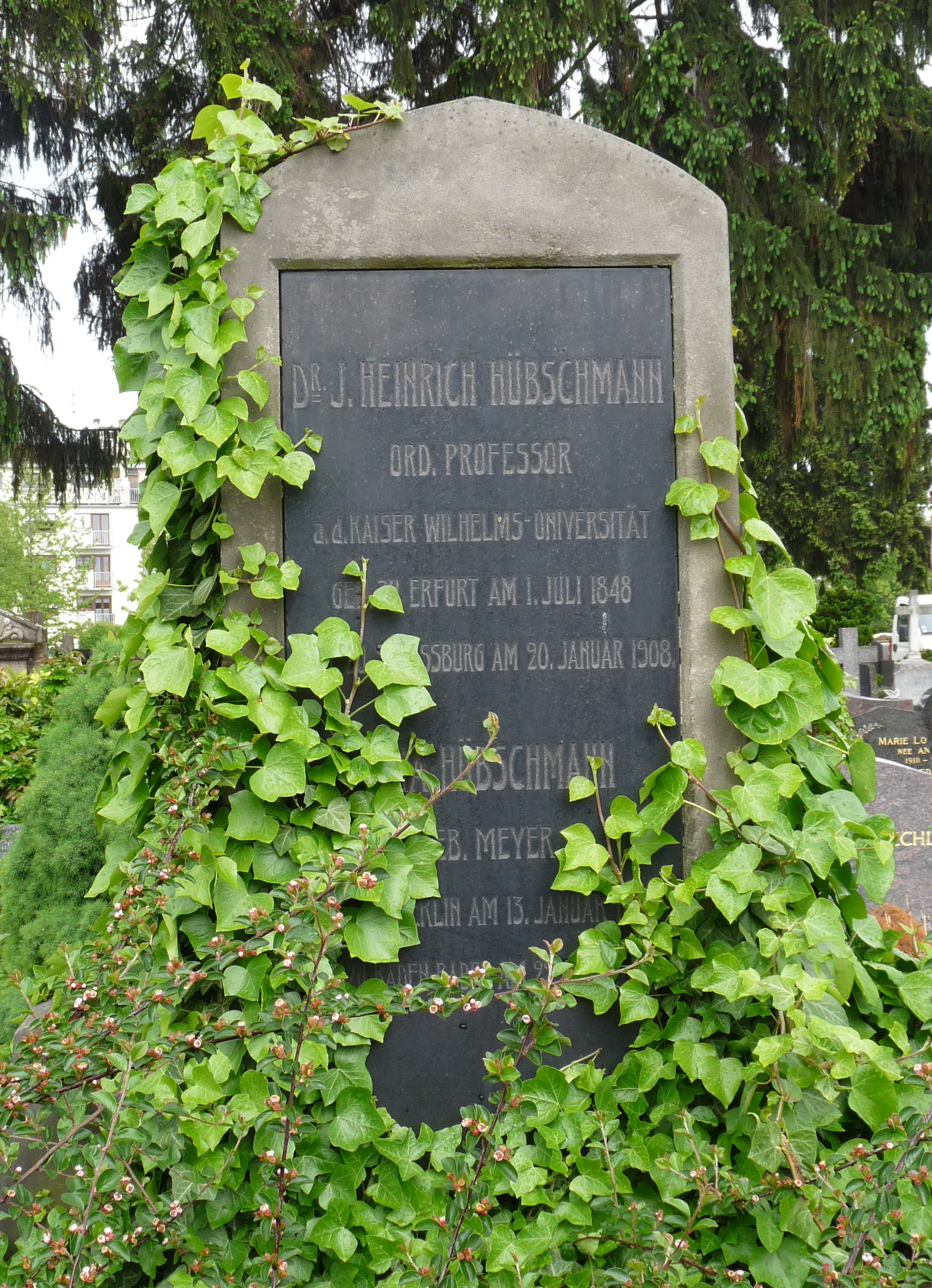
Tombe de J. Heinrich Hübschmann au cimetière Saint-Louis de Strasbourg

Il décède à Strasbourg, à l'âge de 59 ans, et est inhumé au cimetière Saint-Louis de Strasbourg (Robertsau).

## Œuvres
Il est le premier à avoir établi que la langue arménienne appartient directement aux langues indo-européennes. Il a publié : 
- Ueber Die Kritische Grammatik der armenischen Vulgarsprache von dem Wardapet Arsen Aiteneau (1867)
- Über den Dialekt der Armenier von Tiflis (1867)
- Brevis Liguae Armeniacae.: Grammatica, Litteratura, Chrestomathia cum Glossario. In usum praelectionum et studiorum privatorum (1872)
- Armenische Studien (1883)
- Das indogermanische Vokalsystem (1885)
- Etymologie und Lautlehre der ossetischen Sprache (1887)
- Persische Studien (1895)
- Armenische Grammatik (1895)
- Altarmenische Ortsnamen (1904)